# Tell

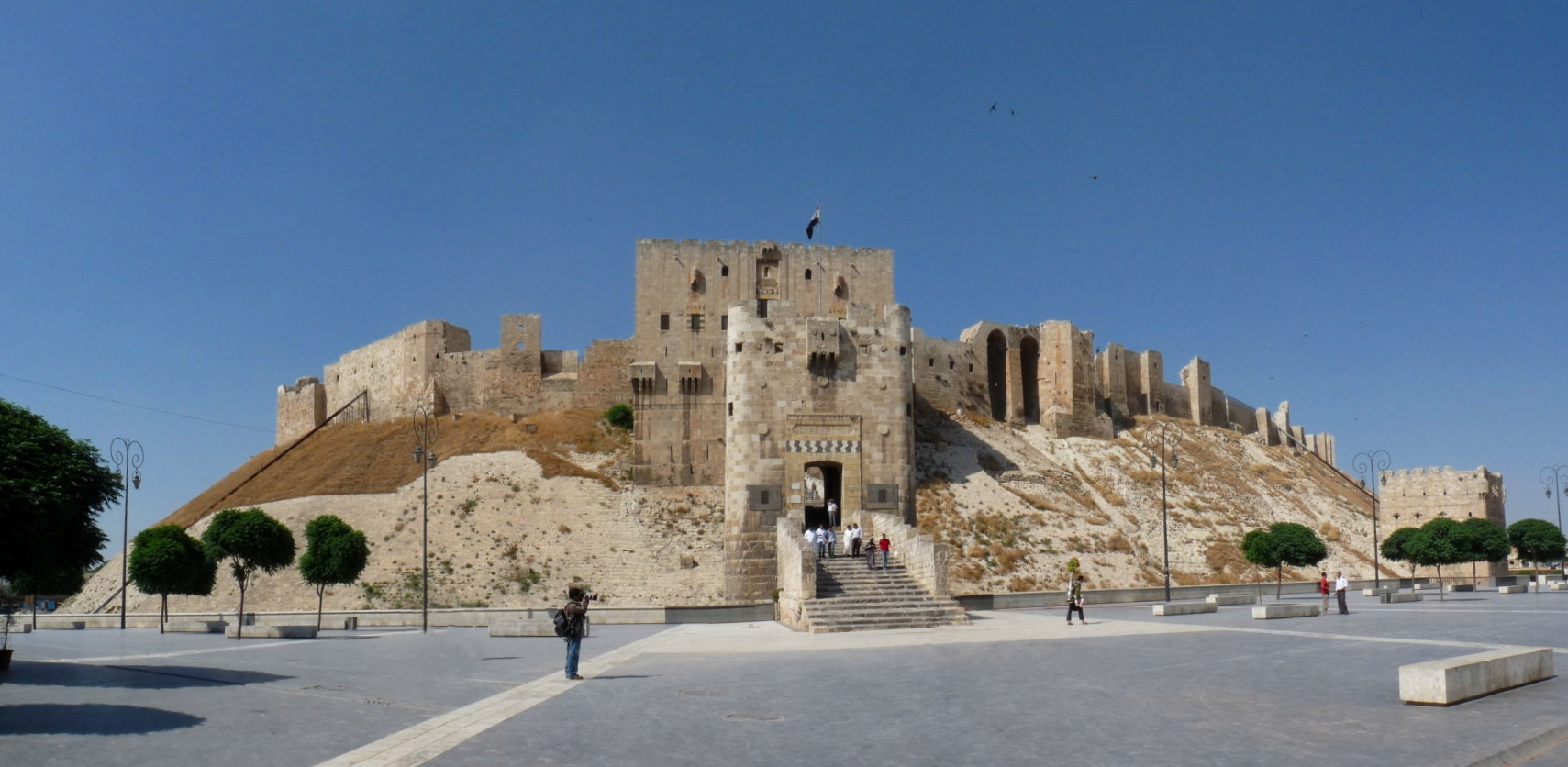
Il tell della cittadella di Aleppo

Un tell o tel (in arabo: تلّ, tall, in ebraico: תל, tel, 'collina') è un tipo di sito archeologico, risultato dell'accumulo e della seguente erosione di materiali depositati dall'occupazione umana in lunghi periodi di tempo. Solitamente un tell è formato per la maggior parte di mattoni di fango o di altre strutture architettoniche contenenti una grande percentuale di pietre o limo.
Questo fenomeno è diffuso in un'area che va dalla valle dell'Indo (a est) alla penisola balcanica (a ovest).

## Terminologia
In archeologia la parola tell viene usata comunemente come un termine generico, specialmente nell'archeologia del Medio Oriente. A volte però esso viene usato come toponimo, cioè come parte del nome di una città o di un villaggio: l'esempio più noto di questo uso del termine tell è la città di Tel Aviv (che in ebraico significa "collina della primavera"), anche se la città israeliana non si trova su di una collina.
Analogamente una città moderna si trova spesso nelle vicinanze di un antico insediamento nel cui nome compare il termine tell: la città israeliana di Arad si trova a pochi chilometri da un antico tell chiamato Tel Arad. Un ultimo caso riguarda i toponimi come quello di Tell Akka, una collinetta su cui si trova l'attuale città di Akka.
A volte la parola tell viene applicata in modo erroneo a un sito la cui forma non ne giustifica l'uso: l'esempio più celebre viene dal sito di Amarna, in Egitto, chiamata erroneamente anche Tell el-Amarna.
L'equivalente turco della parola tell è höyük, mentre in persiano si dice tepe; in Tessaglia e in Macedonia invece abbiamo magoula o toumba (piccoli tell infatti possono ricordare la forma di un tumulo); in Bulgaria mogila; in Slovenia gomila; in Romania magura.